# Jaipur
Jaipur (/ˈdʒaɪpʊər/ en hindi जयपुर /yáipur/), conocida también como La ciudad rosa, es la capital del estado de Rajastán, en la India.
Jaipur fue fundada en 1727 por Sawai Jai Singh II, el gobernante Kachhwaha Rajput de Amer, que da nombre a la ciudad. Es una de las primeras ciudades planificadas de la India moderna, diseñada por Vidyadhar Bhattacharya.  Durante el periodo colonial británico, la ciudad sirvió como capital del Estado de Jaipur. Tras la Independencia de la India en 1947, Jaipur se convirtió en la capital del recién formado estado de Rajastán en 1949.
Jaipur es un popular destino turístico en la India, que forma parte del circuito turístico del Triángulo dorado oeste junto con Delhi y Agra. La ciudad sirve de puerta de entrada a otros destinos turísticos de Rajastán como Jodhpur, Jaisalmer, Bikaner, Udaipur, Kota, Mount Abu y cuenta con dos Patrimonios de la Humanidad, el Fuerte Amber y Jantar Mantar. El 6 de julio de 2019, la ciudad fue incluida en la lista de la Ciudades Patrimonio de la Humanidad. También es conocida como París de la India. Debido a su belleza  C.V. Raman la llamó «Isla de la Gloria».
La ciudad fue construida en estuco rosado para imitar la arenisca. En 1905 el príncipe de Gales visitó Jaipur. Para darle una bienvenida correcta se decidió volver a pintar los edificios de la ciudad de color rosa. Desde entonces, este color se considera un símbolo de la hospitalidad de Jaipur. 
Es un modelo como ciudad premoderna en cuanto a la regulación de sus calles. La ciudad está dividida en seis barrios, separados por avenidas de unos 34 metros de ancho. Estos barrios están subdivididos por calles enrejadas. Cinco barrios se extienden por el este, el sur y el oeste del barrio correspondiente al Palacio. Este último barrio incluía el complejo del palacio (el Hawa Mahal o Palacio de los vientos), jardines y una laguna. Jaipur es una de las ciudades de la India con más historia.

## Estado principesco
La ciudad de Jaipur fue fundada en 1728 por el maharajá Sawai Jai Singh, gobernante de Amber y gran aficionado a la astronomía. Jai Singh II fue un gobernante diplomático y sus múltiples alianzas le permitieron abandonar la fortificada Amber y trasladar la capital a la nueva ciudad de Jaipur.
Durante el periodo del Raj Británico, la ciudad fue la capital del estado principesco del mismo nombre. Los maharajás de Jaipur pertenecían al clan de los kachwaha, que reclamaba ser descendiente del dios Rama, rey de Ayodhya. Se cree que el estado fue fundado en 1128 por Dhula Rai y que su primera capital fue Amber. Los gobernantes de Jaipur proporcionaron al imperio mogol algunos de sus generales más destacados. Entre ellos estaba Man Singh que luchó en Orissa y Assam; Jai Singh que luchó con Aurangzeb; y Jai Singh II, fundador de la ciudad. El belicismo natural de los Kachwaha les obligó a fortificar la mayoría de sus ciudades y palacios.
A finales del siglo XVIII, los Jats de Bharatpur y el jefe de Alwar se anexionaron una parte de Jaipur. En esa época, el Estado estaba sumido en la confusión y en los conflictos internos. Las peleas entre los jefes de Jaipur y de Jodhpur llevaron a ambos Estados al borde de la ruina y Amir Khan, un aventurero afgano, se dedicó a saquear el país. Mediante un tratado firmado en 1818, la protección británica se extendió hasta Jaipur y se fijó un tributo anual. En 1835 se produjeron una serie de revueltas en la ciudad en las que tuvo que intervenir el gobernador británico. Durante la revuelta de 1857 el maharajá ayudó a los británicos. Tras la abolición del principado por Indira Gandhi, el maharajá conservó únicamente funciones honoríficas. El actual maharajá de Jaipur, Bhawani Singh, ejerce un papel fundamentalmente cultural y mantiene su residencia en un pabellón privado del palacio real de Jaipur, aunque reside habitualmente en Londres.

## La ciudad rosa
Llaman así al casco antiguo mandado construir por Jai Singh II. Todos los edificios históricos están pintados de un color rosa salmón que en Rayastán equivale al color de la suerte. En la narración de su viaje a esta ciudad (1929) Mircea Eliade expresa: «Lo primero que me sorprendió de Jaipur fue su viva belleza, era una ciudad construida totalmente de piedra roja.» Su fundador, gran aficionado a las ciencias y sobre todo a la astronomía, mandó construir un gran observatorio en la ciudad. 
La ciudad es simétrica, con trazado geométrico muy racional. Está rodeada de una muralla almenada que tiene diez puertas. Está diseñada según el Shilpa Sastra (un tratado antiguo de arquitectura), dividida en nueve cuadrantes con calles anchas de más de 30 m; de esos nueve cuadrantes dos están dedicados al complejo palaciego con el Chandra Mahal o Palacio de la Luna, dentro del Palacio de la Ciudad; el Hawa Mahal o Palacio de los Vientos y el Jantar Mantar u observatorio de Jai Singh; los otros siete están ocupados por el pueblo.
En el siglo XXI su economía se basa en el comercio, sección de servicios y turismo.

## Economía
Según los registros oficiales publicados por la Dirección de Economía y Estadística (Rajastán), el PIB (nominal) del distrito de Jaipur se estima en INR 1.22.140 crores (15.800 millones de dólares) en 2020-21, con un PIB per cápita de 141.305 INR. Además de su papel como capital de provincia y centro educativo y administrativo, la economía de Jaipur se nutre del turismo, el corte de piedras preciosas, la fabricación de joyas y textiles de lujo y la tecnología de la información..
Tres importantes organizaciones de promoción del comercio tienen sus oficinas en Jaipur: La Federación de Cámaras Indias de Comercio e Industria (FICCI), la Cámara de Comercio e Industria de la India (PHDCCI) y la Confederación de la Industria India (CII), que tiene aquí sus oficinas regionales. En 2008, Jaipur ocupó el puesto 31 entre las 50 ciudades emergentes de subcontratación global. Bolsa de Jaipur fue una de las bolsas regionales de la India y se fundó en 1989, pero se cerró en marzo de 2015.
Jaipur se ha convertido en un centro neurálgico de la industria automovilística, ya que JCB, Hero MotoCorp y Robert Bosch GmbH tienen sus plantas de fabricación en Jaipur. En la ciudad hay fabricantes de productos químicos, como Emami y National Engineering Industries.  La ciudad se encuentra entre los principales centros de TI emergentes de la India. Mahindra World City es una zona empresarial integrada en Jaipur con varias empresas de software y TI. El Gobierno de Rajastán ha construido la mayor incubadora de Asia en Jaipur: el Bhamashah Techno Hub.
Jaipur es un importante centro de arte y artesanía. Cuenta con numerosas tiendas tradicionales que venden antigüedades, joyas, artesanía, piedras preciosas, brazaletes, cerámica, alfombras, textiles, cuero y productos metálicos. Jaipur es uno de los mayores fabricantes indios de alfombras anudadas a mano. El pie de Jaipur, un prótesis de pierna de caucho para personas con amputación por debajo de la rodilla, se diseñó y se fabrica en Jaipur.  World Trade Park Jaipur, is a shopping mall in Jaipur opened in 2012.

## Lugares de interés
- Hawa Mahal o Palacio de los vientos.
- Jantar Mantar u observatorio de Jai Singh.
- Palacio de la Ciudad, residencia histórica de los Majarahás.
- Jal Mahal, un palacio situado en el centro de un lago.
- Museo Albert Hall, localizado en el centro de la ciudad, contiene diversas colecciones de esculturas y pinturas. Se construyó en 1876 y se inauguró como museo en 1887
- Fuerte Amber
- Abhaneri, una localidad situada a 95 km de Jaipur, conocida por el Chand Baori, uno de los primeros baoris de Rayastán  realizado por el legendario rey Chandra, que permitía recoger el agua en la estación de las lluvias.

## Galería

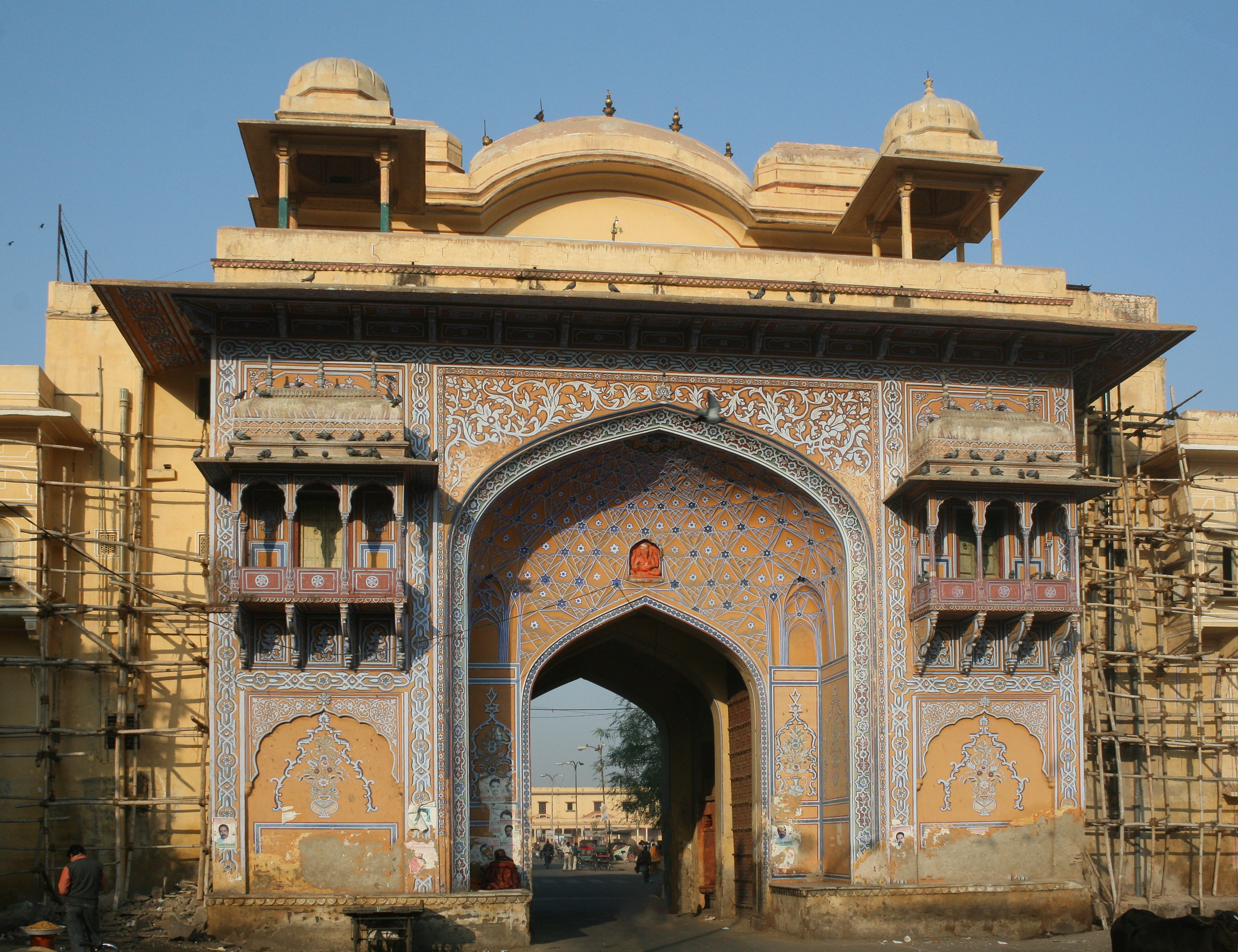
Acceso al Palacio de la Ciudad.
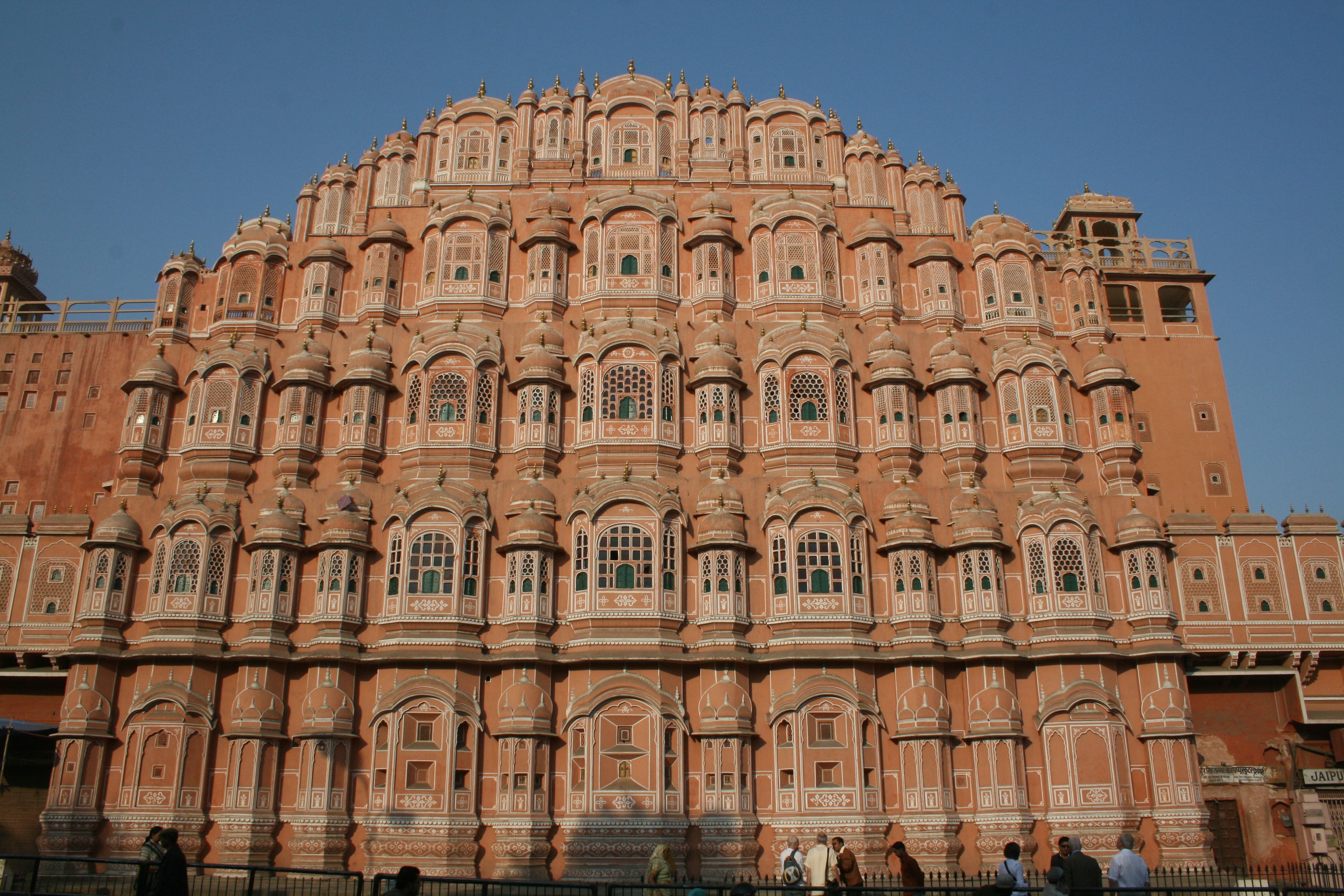
El Palacio de los vientos en Jaipur.
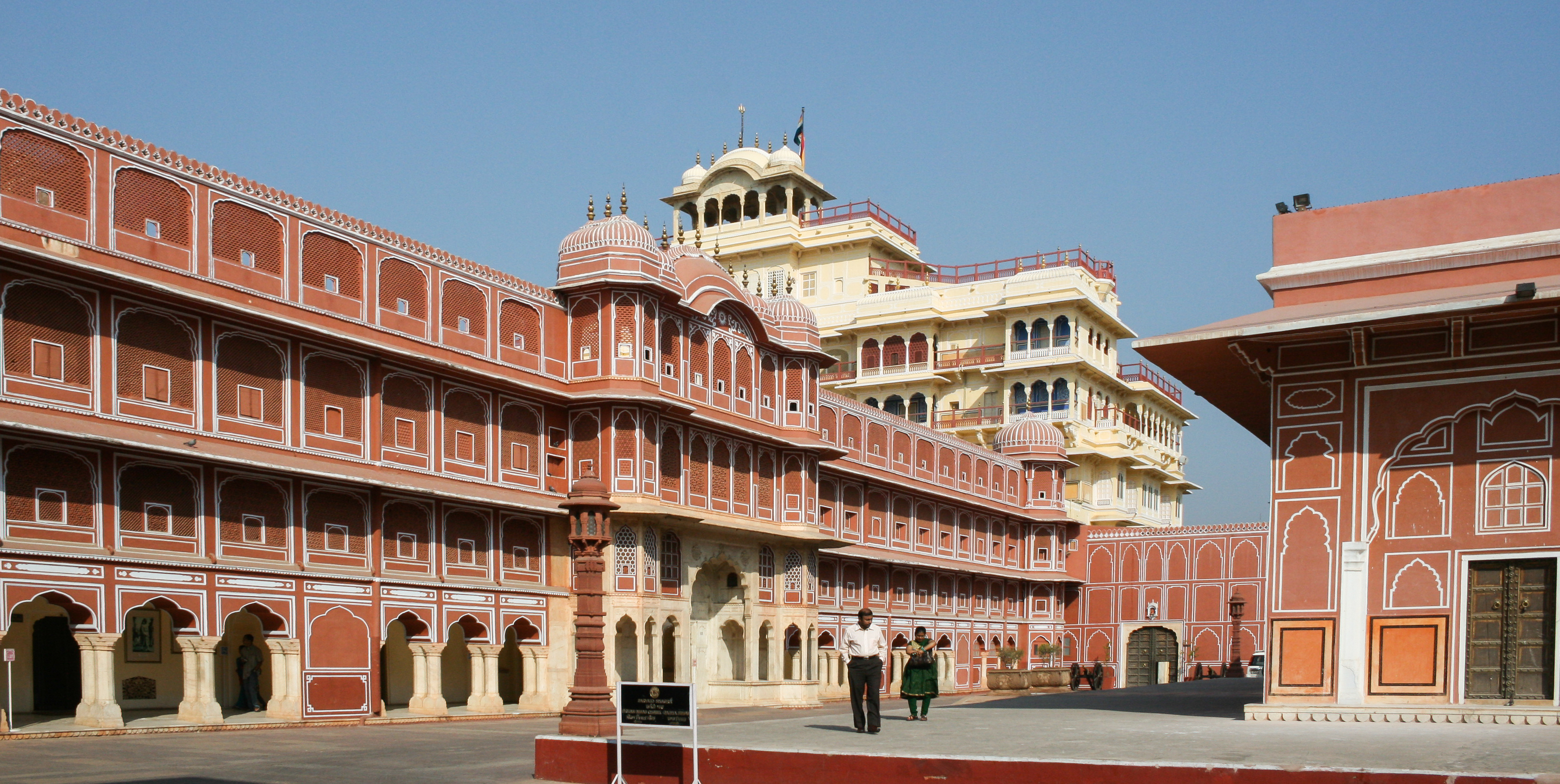
Palacio de Jaipur.
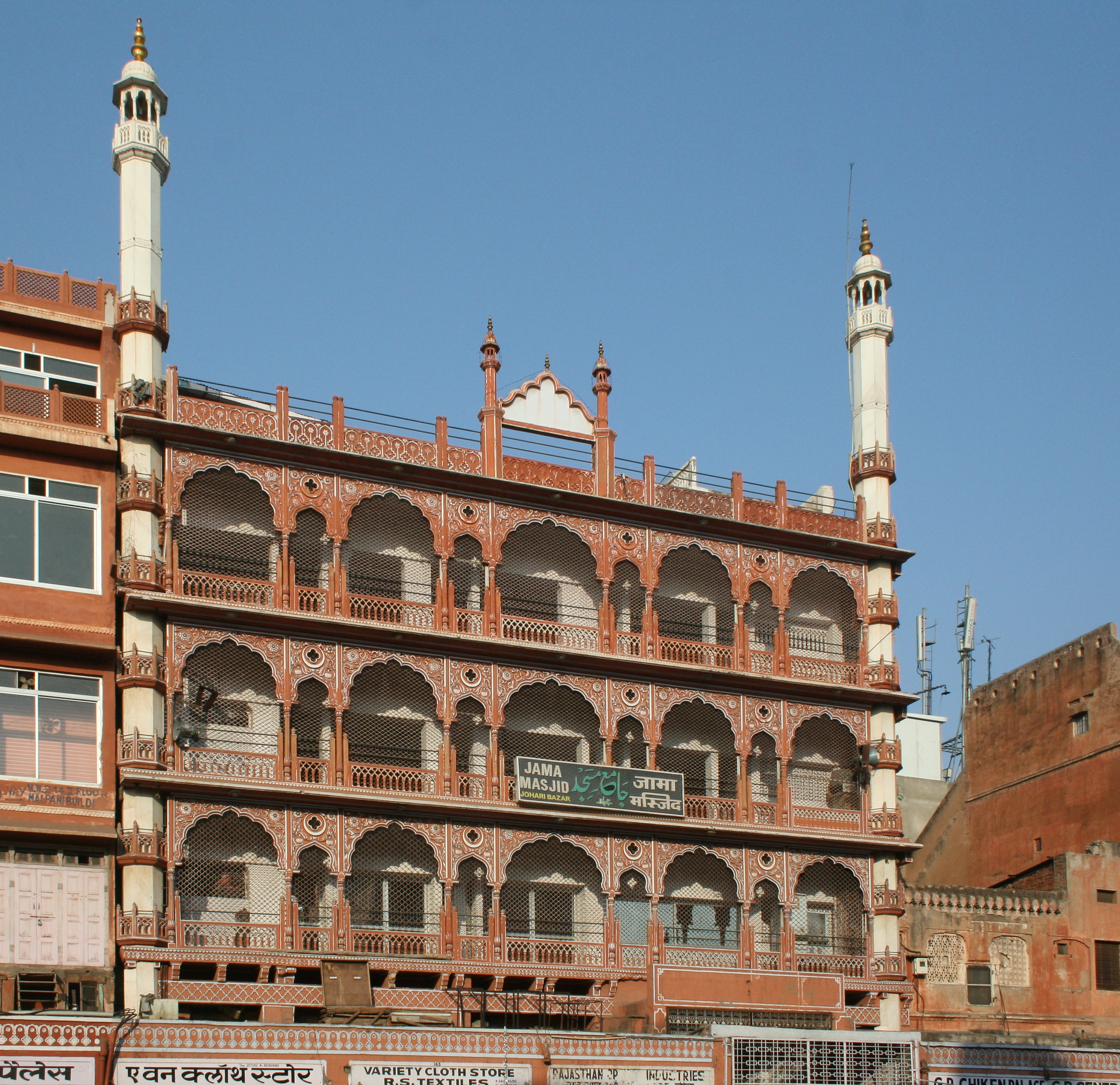
Mezquita Jama Masjid.
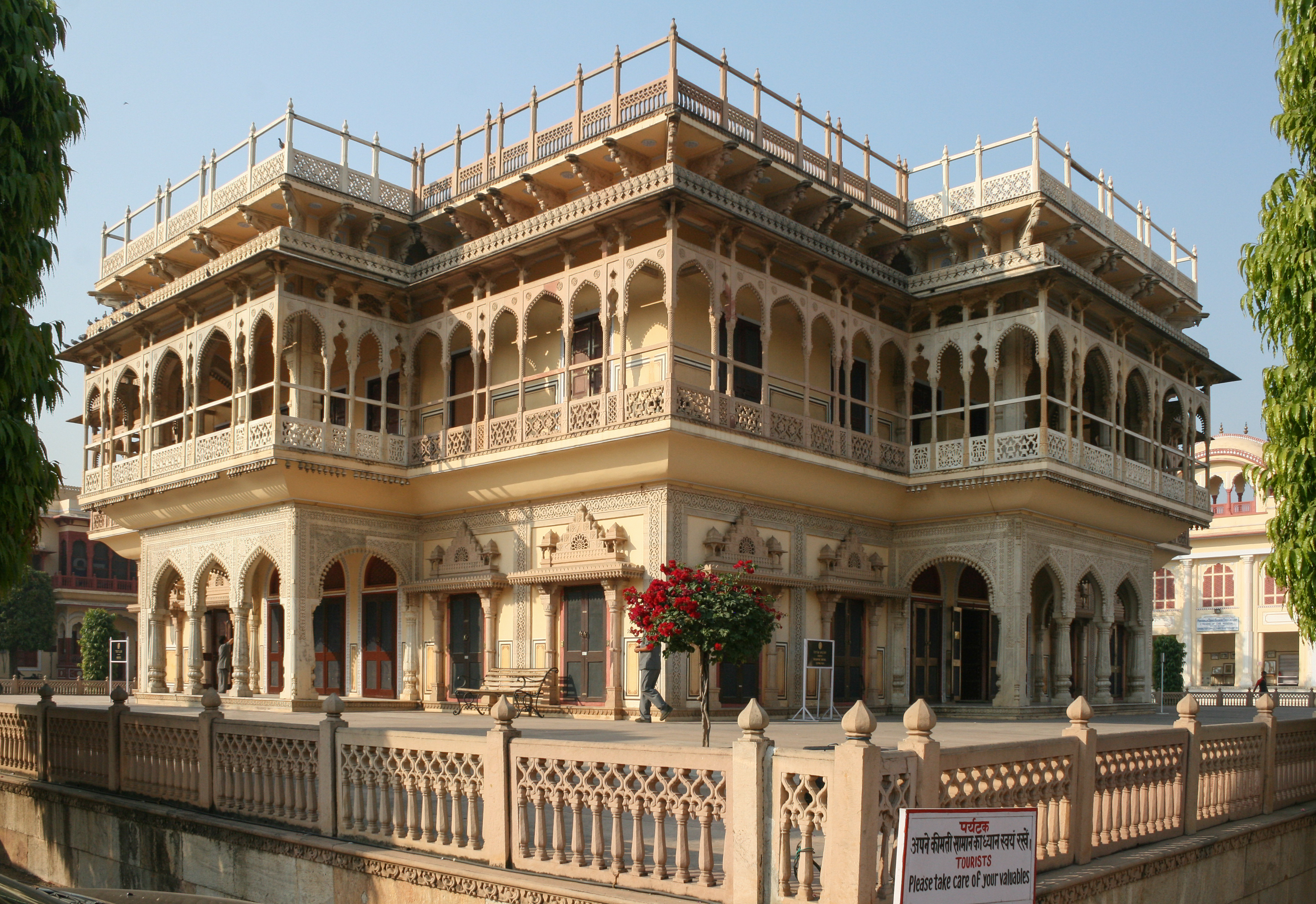
Mubarak Mahal, Palacio de la Ciudad.
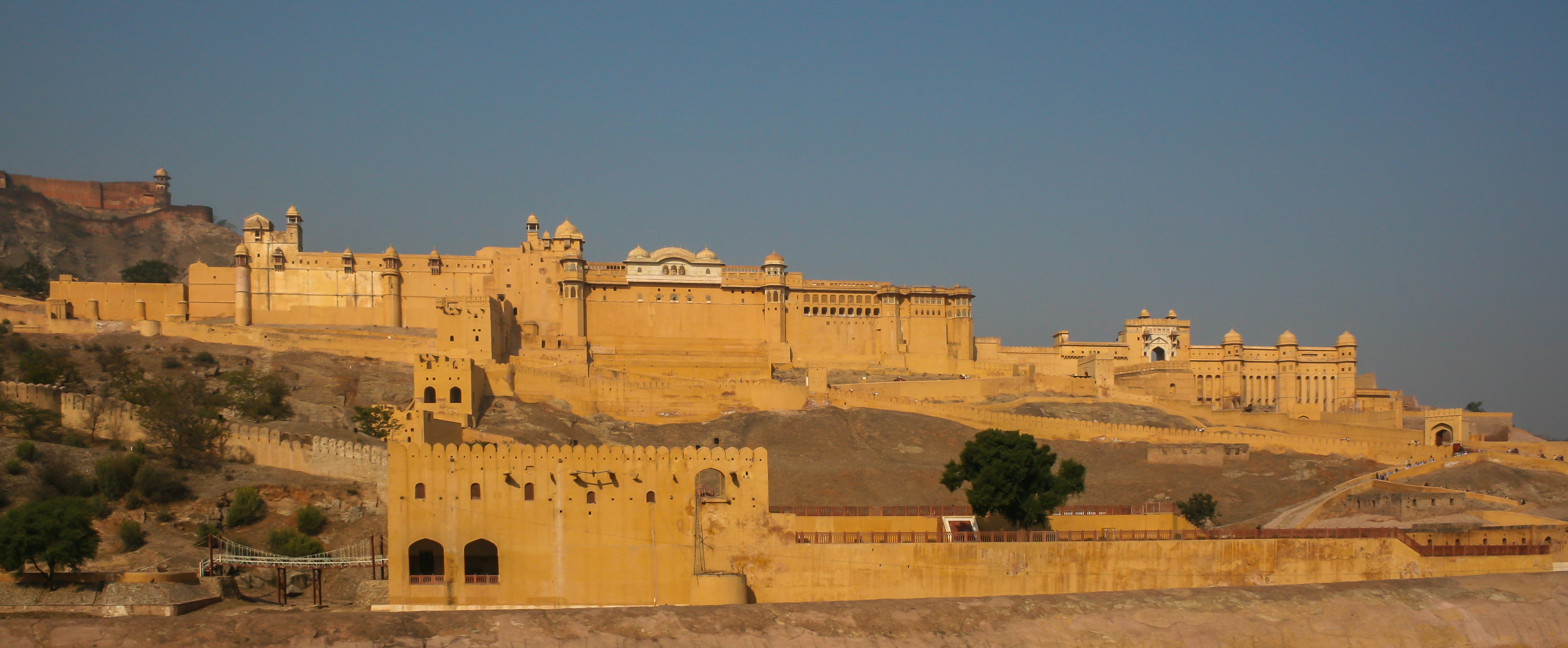
Fuerte de Amber, en las cercanías de Jaipur.
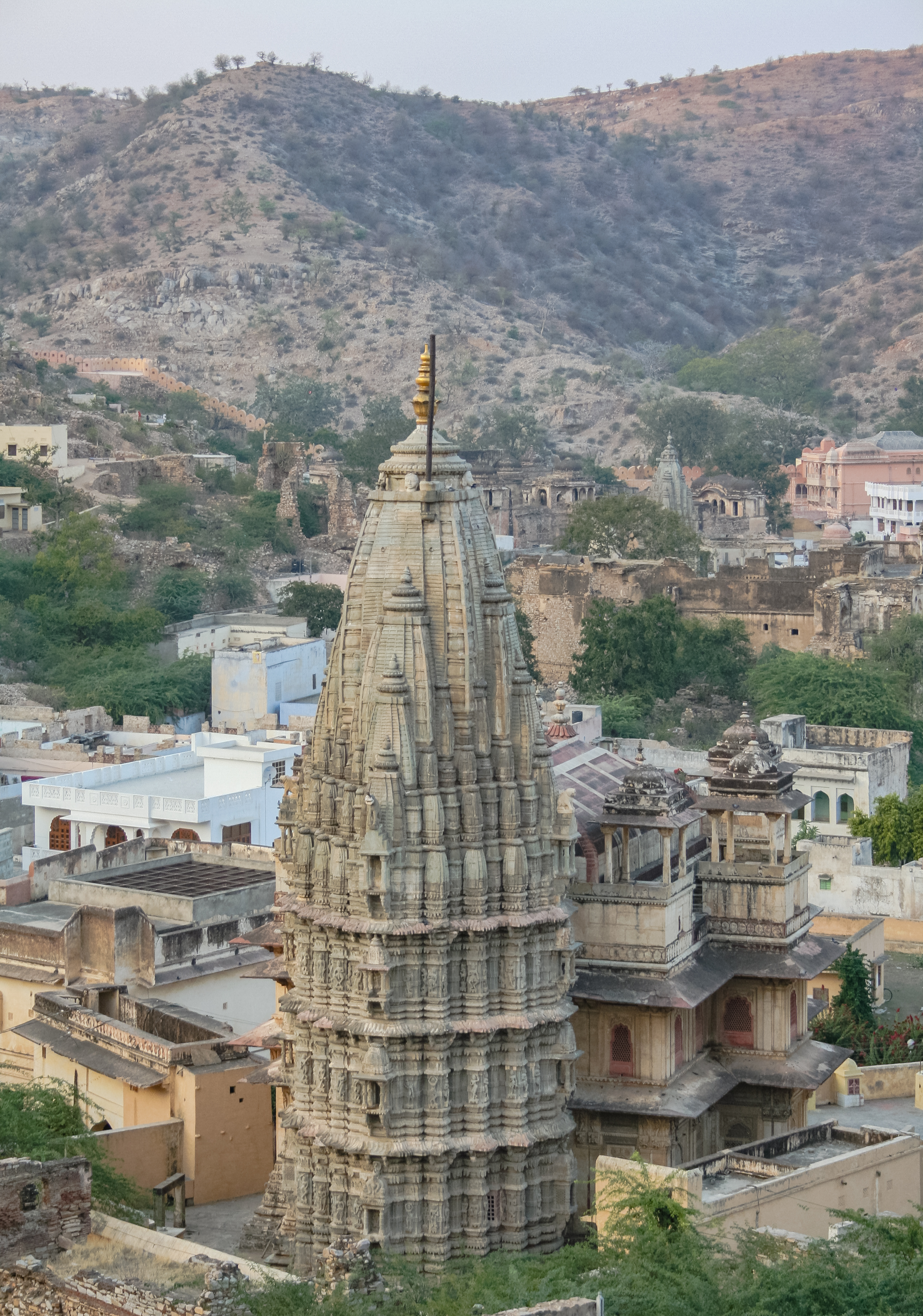
Templo Sri Jagat Siromani, Amber.

## Clima
| Parámetros climáticos promedio de Jaipur                                 | Parámetros climáticos promedio de Jaipur | Parámetros climáticos promedio de Jaipur | Parámetros climáticos promedio de Jaipur | Parámetros climáticos promedio de Jaipur | Parámetros climáticos promedio de Jaipur | Parámetros climáticos promedio de Jaipur | Parámetros climáticos promedio de Jaipur | Parámetros climáticos promedio de Jaipur | Parámetros climáticos promedio de Jaipur | Parámetros climáticos promedio de Jaipur | Parámetros climáticos promedio de Jaipur | Parámetros climáticos promedio de Jaipur | Parámetros climáticos promedio de Jaipur |
| Mes                                                                      | Ene.                                     | Feb.                                     | Mar.                                     | Abr.                                     | May.                                     | Jun.                                     | Jul.                                     | Ago.                                     | Sep.                                     | Oct.                                     | Nov.                                     | Dic.                                     | Anual                                    |
| ------------------------------------------------------------------------ | ---------------------------------------- | ---------------------------------------- | ---------------------------------------- | ---------------------------------------- | ---------------------------------------- | ---------------------------------------- | ---------------------------------------- | ---------------------------------------- | ---------------------------------------- | ---------------------------------------- | ---------------------------------------- | ---------------------------------------- | ---------------------------------------- |
| Temp. máx. abs. (°C)                                                     | 31.7                                     | 36.7                                     | 42.8                                     | 44.9                                     | 48.5                                     | 47.2                                     | 46.7                                     | 41.7                                     | 41.7                                     | 40.0                                     | 36.1                                     | 31.3                                     | 48.5                                     |
| Temp. máx. media (°C)                                                    | 22.4                                     | 25.0                                     | 31.0                                     | 37.1                                     | 40.3                                     | 39.3                                     | 34.1                                     | 32.4                                     | 33.8                                     | 33.6                                     | 29.2                                     | 24.4                                     | 31.9                                     |
| Temp. mín. media (°C)                                                    | 8.4                                      | 10.8                                     | 16.0                                     | 21.8                                     | 25.9                                     | 27.4                                     | 25.8                                     | 24.7                                     | 23.2                                     | 19.4                                     | 13.8                                     | 9.2                                      | 18.8                                     |
| Temp. mín. abs. (°C)                                                     | -2.2                                     | -2.2                                     | 3.3                                      | 9.4                                      | 15.6                                     | 19.1                                     | 20.6                                     | 18.9                                     | 15.0                                     | 11.1                                     | 3.3                                      | 0.0                                      | -2.2                                     |
| Precipitación total (mm)                                                 | 7.0                                      | 10.6                                     | 3.1                                      | 4.9                                      | 17.9                                     | 63.4                                     | 223.3                                    | 205.9                                    | 66.3                                     | 25.0                                     | 3.9                                      | 4.2                                      | 635.4                                    |
| Días de lluvias (≥ 1 mm)                                                 | 0.6                                      | 1.0                                      | 0.4                                      | 0.7                                      | 1.4                                      | 3.9                                      | 11.2                                     | 10.0                                     | 3.8                                      | 1.3                                      | 0.4                                      | 0.4                                      | 35.2                                     |
| Fuente: India Meteorological Department (record high and low up to 2010) |                                          |                                          |                                          |                                          |                                          |                                          |                                          |                                          |                                          |                                          |                                          |                                          |                                          |

## Ciudades hermanadas
- Calgary - Canadá (desde 1973)

## Transportes
| Aeropuerto                         | Código IATA | Código OACI |
| ---------------------------------- | ----------- | ----------- |
| Aeropuerto Internacional de Jaipur | JAI         | VIJP        |